# Dumitru Stângaciu
Dumitru Stângaciu (* 9. August 1964 in Brașov) ist ein ehemaliger rumänischer Fußballspieler und heutiger Torwarttrainer. Der Torhüter bestritt insgesamt 329 Spiele in der rumänischen Divizia A und der türkischen 1. Lig. Als Nationalspieler nahm er an der Fußball-Weltmeisterschaft 1998 teil.

## Karriere

### Verein
Die Karriere von Stângaciu begann im Jahr 1982 bei FCM Brașov in seiner Heimatstadt. Dort kam er nur auf wenige Einsätze und musste mit seinem Klub auf Ende der Saison 1982/83 absteigen. Im Jahr 1984 verpflichtete ihn Rekordmeister Steaua Bukarest. Dort stand er zunächst im Schatten von Helmuth Duckadam. Den Gewinn des Europapokal der Landesmeister erlebte er von der Bank aus. Erst nach Duckadams Karriereende 1986 wurde er die Nummer eins im Tor und gewann mit seinem Klub den UEFA Super Cup. Bevor er aufgrund der Verpflichtung von Silviu Lung im Sommer 1988 zum FC Olt Scornicești wechselte, gewann er mit Steaua viermal die rumänische Meisterschaft und dreimal den rumänischen Pokal.
Nach einem Jahr in Scornicești kehrte Stângaciu zu Steaua zurück. Zunächst war er Stellvertreter von Lung, ehe dieser den Klub im Sommer 1990 verließ. Stângaciu wurde wieder Stammtorhüter und konnte bis 1995 drei weitere Meisterschaften und einen Pokalsieg erringen. Stângaciu schloss sich dem türkischen Erstligisten Vanspor. Ein Jahr später verpflichtete ihn Kocaelispor, wo er im Jahr 1997 dem türkischen Pokal gewinnen konnte. Im Jahr 2001 beendete er seine aktive Laufbahn.

### Nationalmannschaft
Stângaciu wurde zwischen 1992 und 1998 fünf Mal in der rumänischen Nationalmannschaft eingesetzt. Er debütierte am 7. September 1994 im EM-Qualifikationsspiel gegen Aserbaidschan, als er in der 85. Minute für Bogdan Stelea eingewechselt wurde. Anschließend kam er mehr als zwei Jahre nicht zum Zuge, ehe er am 29. März 1997 im WM-Qualifikationsspiel gegen Liechtenstein wieder zwischen den Pfosten stand. Nach zwei weiteren Einsätzen in Freundschaftsspielen nominierte Anghel Iordănescu ihn für die Fußball-Weltmeisterschaft 1998 in Frankreich, wo er jedoch nicht zum Einsatz kam.

### Trainer
Nach dem Ende seiner aktiven Laufbahn arbeitete Stângaciu in Russland als Torwarttrainer von Dan Petrescu – zunächst von 2009 bis 2012 bei FK Kuban Krasnodar, ab 2012 beim FK Dynamo Moskau. Später folgte er Petrescu auch auf dessen Stationen bei al-Arabi in Katar, ASA Târgu Mureș und Jiangsu Suning, ehe das Duo nach Krasnodar zurückkehrte. Seit Oktober 2016 ist er ohne Verein.

## Erfolge
- WM-Teilnehmer: 1998 (Ersatzspieler)
- Europapokalsieger der Landesmeister: 1986
- Europäischer Super-Cup-Sieger: 1986 (ausgetragen 1987)
- Rumänischer Meister: 1985, 1986, 1987, 1988, 1993, 1994, 1995
- Rumänischer Pokalsieger: 1985, 1987, 1988, 1992
- Türkischer Pokalsieger: 1997